# سپاه پزشکی اسرائیل
سپاه پزشکی اسرائیل (انگلیسی: Medical Corps) سپاهی است که مسئول ارائه خدمات درمانی و آموزش پزشکی به تمام سطوح نیروهای دفاعی اسرائیل است. سپاه پزشکی اسرائیل در سال ۱۹۴۷ تأسیس شد.
در طول جنگ‌ها یا مواقع اضطراری، سپاه پزشکی مسئولیت سیستم مراقبت‌های بهداشتی غیرنظامی در اسرائیل را برعهده می‌گیرد. این سپاه به برنامه‌ریزی، سازماندهی و نظارت بر آمادگی سیستم مراقبت‌های بهداشتی برای مواجهه با بحران‌ها می‌پردازد. این سپاه توسط سرتیپ زیوان آویاد بیر فرماندهی می‌شود. ستاد مرکزی سپاه پزشکی در تل هشومر واقع شده است.